# Lea Nikel

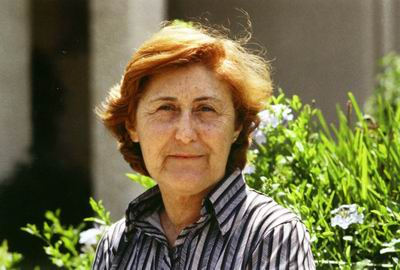
Lea Nikel

Lea Nikel (* 6. Dezember 1918 in Schytomyr, Ukraine; † 24. September 2005 in Moshav Kidron, Israel)  war eine der bekanntesten abstrakten Malerinnen und Künstlerinnen Israels.

## Leben
Lea Nikel kam 1920 nach Israel und wuchs in Tel Aviv auf. Sie studierte 1935 bei Haim Gliksberg (1904–1970), 1946/47 bei Avigdor Stematsky (1908–1989) und Yehezkel Streichman (1906–1993). 1950 bis 1961 lebte und arbeitete sie in Paris, anschließend in New York, Zentralafrika und Rom. Erst 1977 kehrte sie nach Tel Aviv zurück.
Lea Nikel hat in der israelischen Künstlerszene den Spitznamen „Queen of abstract painting“ und „Queen of color and composition“. Sie galt als brillante abstrakte Expressionistin; ihre Arbeiten zeichnen sich durch präzise Farben, Energie und Komposition aus. Werke von Lea Nikel finden sich in allen renommierten Kunsteinrichtungen der Welt, inklusive der Tate Gallery in London.
Sie lebte und arbeitete bis zu ihrem Tode im Moshav Kidron. Lea Nikel hinterlässt ihren Ehemann Sam Lehman.

## Preise und Auszeichnungen
- 1968 The National Council of Culture and Art Prize, Ministry of Culture and Education, Jerusalem
- 1972 Sandberg Prize for Israeli Art, Israel Museum, Jerusalem
- 1982 Dizengoff Prize
- 1987 Gamzou Prize
- 1995 Israel Prize zusammen mit Menachem Kadishman.
- 1995 Sandberg Prize des Israel Museum, Jerusalem

## Wichtige Ausstellungen
- 1964 32. Biennale in Venedig
- 1992 Expo in Sizilien
- 1995 Biennale in Johannesburg
- 1995 Große Retrospektive in Tel Aviv